# ماتيو بيلوكي
ماتيو بيلوكي (بالإيطالية: Matteo Bellucci)‏ هو لاعب كرة الريشة إيطالي، ولد في 18 ديسمبر 1995.

## وصلات خارجية
- ماتيو بيلوكي على موقع BWF.tournamentsoftware.com (الإنجليزية)
- ماتيو بيلوكي على موقع BWFbadminton.com (الإنجليزية)